# British Science Fiction Association
A British Science Fiction Association (Associação Britânica de Ficção Científica) foi fundada em 1958 por um grupo de fãs, escritores, editores e livreiros britânicos, com o objetivo de encorajar a ficção científica sob todas as formas. É uma organização de associação aberta, custando £26 por ano para residentes do Reino Unido e £18 para voluntários. O primeiro presidente da BSFA foi Brian Aldiss e o a(c)tual presidente é Arthur C. Clarke. Stephen Baxter é o vice-presidente. A BSFA publica correntemente três revistas, enviadas a todos os membros:
- Vector - periódico de resenhas e críticas da BSFA. Publicado seis vezes por ano.
- Matrix - newsletter da BSFA. Também publica resenhas da media. Publicada seis vezes por ano.
- Focus - Revista dos escritores da BSFA. Publicada duas vezes por ano.

Os British SF Awards são concedidos anualmente pela British Science Fiction Association, com base nos votos dos membros da BSFA e da convenção nacional britânica dos fãs de FC (Eastercon). Os membros da BSFA também são responsáveis pela concessão do Arthur C. Clarke Award.